# Porto Salvo (Oeiras)
Porto Salvo is een plaats en freguesia in de Portugese gemeente Oeiras en telt 13.724 inwoners (2009).